# Quenstedtsche Gliederung
Die Quenstedtsche Gliederung (nach Friedrich August Quenstedt) ist eine regionale Gliederung der Juragesteine Süddeutschlands in sechs alphabetische Stufen, die ab 1973 durch internationale Gliederungen abgelöst wurde.
Die Stufen Malm, Dogger und Lias werden jeweils mit sechs Buchstaben des griechischen Alphabets unterteilt (von unten nach oben): 
- α Alpha
- β Beta
- γ Gamma
- δ Delta
- ε Epsilon
- ζ Zeta

Dieses Schichtmodell wurde vor allem am Beispiel der Schwäbischen Alb entwickelt. Die eigentlich lithostratigraphische Gliederung wurde oft fälschlich als bio- oder chronostratigraphische Unterteilung angewendet, was bis zur Ablösung insbesondere zwischen Baden-Württemberg und Bayern zu Schwierigkeiten in der Korrelation von Schichten führte.

## Ursprünge
Benannt ist die Quenstedtsche Gliederung nach dem Tübinger Geologen Friedrich August Quenstedt (1809–1889). Diese Gliederung kann nur in den Jura-Schichtstufen Süddeutschlands angewandt werden und beruht auf litho- und biostratigraphischen Erkenntnissen.
Niedergelegt und erstmals ausführlich begründet wurde die Gliederung vor allem in zwei mehrbändigen Werken von Quenstedt ab 1858:
- Der Jura. Mit 3 Uebersichtstafeln, 42 Holzschnitten und einem Atlas von 100 Tab. Laupp, Tübingen 1858.
  - Atlas zum Jura. Mit 100 Tafeln und 3 colorierten geologischen Charten. Laupp, Tübingen 1858.

- Die Ammoniten des Schwäbischen Jura. Schweizerbart, Stuttgart 1883–1888. Band 1–3.
  - I. Band. Der Schwarze Jura (Lias). Mit einem Atlas von 54 Tafeln. 1883–85.
  - II. Band. Der braune Jura. Mit einem Atlas von 36 Tafeln (Taf. 55–90). 1886. 1887.
  - II. Band. Der weisse Jura. Mit einem Atlas von 36 Tafeln (Taf. 91–126). 1887. 1888.

Schon vor der Veröffentlichung von Charles Darwins Evolutionstheorie legte die genaue Beobachtung der Fossilfolge in den Gesteinen den Gedanken nahe, dass die Entwicklung der Lebewesen in einem gerichteten, grundsätzlich unumkehrbaren Prozess fortschreitet, denn jeder Abschnitt der Erdgeschichte kann durch eine einmalige, nie vorher dagewesene und nie wiederkehrende Vergesellschaftung von fossilen Organismen definiert werden.

## Internationale Gliederung
Für die weltweite Einteilung hat die Internationale Gliederung Gültigkeit, die auf bio- und chronostratigraphischen Erkenntnissen beruht. 
Eine in der internationalen geowissenschaftlichen Gemeinschaft allgemein akzeptierte Fassung der geologischen Zeitskala wird von der International Commission on Stratigraphy (ICS) erarbeitet und publiziert. 
In der Biostratigraphie werden Leitfossilien, die nur in einer bestimmten Schicht vorkommen, zur Festlegung der Schichtstufen herangezogen. In den Juraschichten sind diese Fossilien fast ausschließlich Ammoniten, woraus sich die Bezeichnung „Leitammoniten“ ergibt.